# متحف غدامس
متحف غدامس هو متحف أثري يقع بمدينة غدامس غرب ليبيا، يضم المتحف قطع أثرية من الأدوات والحِرف والصناعات التقليدية والآلات الموسيقية والحيوانات والطيور والحشرات المحفوظة، مع عرض أمثلة توضح الحياة البرية في المنطقة والتي ترجع لحقب تاريخية قديمة مرت على البلاد، ويحتوي متحف غدامس على مدخلين: مدخل للجناح الأول ومدخل للجناح الرابع، وينقسم إلى عدة أجنحة منفصلة عن بعضها البعض.

## المحتويات
يضم المتحف داخله صناعات تقليدية تعكس ثقافة المنطقة عبر الحقب التاريخية التي مرت عليها، ومنها أغطية الطعام المصنوعة من سعف النخيل المنسوج (أوراق النخيل: تستخدم بكثرة عند شعوب الصحراء في صناعة الحبال والخيوط والسلال والحصائر) والتي تستخدم لتغطية الأواني الفخارية والخشبية للحفاظ على دفء الطعام عند تقديمه، بالإضافة إلى أقمشة ملونة وسلّات صغيرة وأواني مصنوعة من القش.
كما يحتوي أيضًا على خريطة للمدينة القديمة بغدامس، وأبواب قديمة توضح تغير تشكيل أبواب المدينة عبر الزمن، مفاتيح وأقفال قديمة، ولوحة حروف بربرية/أمازيغية (تيفيناغ) مُترجمة للعربية تقع في الجناح الثالث للمتحف، وفستان (العروس في ليلة الحناء) والتي كانت ترتديه العرائس خلال حفل الحناء في الزفاف و«ليلة العقد».